# Cw-Klimate

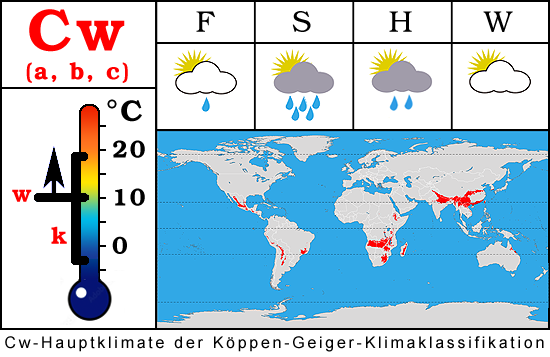
Wärmster Monat w > 10 °C
kältester Monat k zwischen 18 und −3 °C
sommerfeucht / wintertrocken
Untertypen a, b, c

Die Cw-Klimate –  meist Warme wintertrockene Klimate, von Köppen und Geiger auch „Sinische Klimate“, bisweilen auch Subtropisches Gebirgsklima oder (Kalttropische) Ostseitenklimate genannt, in englischsprachigen Veröffentlichungen heute vorwiegend als Subtropical climates bezeichnet – sind eines der elf Hauptklimate der effektiven Klimaklassifikation nach Köppen & Geiger (1918 bis 1961). Sie grenzen die drei zugehörigen Klimate Cwa, Cwb und Cwc nach festgelegten hygrischen und thermischen Grenzwerten ein und untergliedern die Klimaklasse C zusammen mit den Cf- und Cs-Klimaten. Cw-Klimate liegen in den Subtropen und den äußeren Tropen, vor allem im Vorland oder in Gebirgen. In den Tropen steht das sub für Klimate der Höhenstufen.
Die Cw-Klimate ergeben sich aus der Logik des Systems (Im Sinne von: „Wenn es Cf und Cs gibt, muss es auch Cw geben – mit allen Unterklimaten a, b und c“). Unter den verwendeten Temperatur- und Feuchtebereichen gedeihen jedoch ganz verschiedene Pflanzenformationen, so dass sich daraus nur wenig konkrete Vorhersagen über die vorhandene Vegetation ableiten lassen (siehe die Abschnitte Ausprägung und Verbreitung). Alle anderen Klimaklassifikationen kennen keine vergleichbaren Klimatypen (siehe auch Alternative).
Unabhängig vom Vegetationsbezug sind Köppens Grenzwerte (trotz oder wegen der erheblichen Vereinfachungen im Vergleich mit anderen Systemen) bis heute weltweit die am häufigsten verwendeten Klimaschlüssel in klimageographischen Zusammenhängen.

## Bezeichnung und Klassifikation
Um Verwechslungen mit den Klimaten anderer Systeme oder den „klassischen“ Klimazonen zu vermeiden, empfahl bereits Köppen, vorrangig die kryptischen Bezeichnungen zu verwenden.
Die insgesamt 30 Klima-Untertypen dieses Systems sind durch jeweils zwei oder drei Buchstaben gekennzeichnet, die für bestimmte Wärme- und Wassermangelgrenzen für den Pflanzenwuchs stehen (Schwellenwerte und Andauerzeiten der Temperaturen und Niederschläge). Sie bilden die wesentlichsten klimatischen Ansprüche der großen Pflanzenformationen der Erde ab. Trotz einiger fachlicher Unzulänglichkeiten und etlicher „technischer“ Klimate, die keinen Bezug zu einer hauptsächlichen Vegetation haben (wie etwa alle Cw-Klimate), hat sich die Klimakarte von Köppen & Geiger in der Klimageographie weltweit in etlichen (etwa digitalen) Überarbeitungen und Ableitungen etabliert.

### Alternative
Moderne Umsetzungen (vor allem in englischsprachigen Veröffentlichungen) orientieren sich zuweilen bei den Klimaklassen C und D mehr an den klassischen Klimazonen, sodass andere Kombinationen gruppiert werden. So werden etwa Cwa und Cfa als Feuchte Subtropenklimate zusammengefasst und Cwb/Cwc als theoretische Klimate, die in der Realität nutzlos sind, gar nicht verwendet.

## Grenzwerte
C = Der kälteste Monat hat eine Mitteltemperatur zwischen 18 °C und −3 °C, der wärmste Monat liegt über 10 °C. Die jährliche Niederschlagssumme liegt über der Trockengrenze der B-Klasse.
w = Periodisch wintertrockenes Klima: Der feuchteste Monat des Sommers ist mindestens zehnmal so niederschlagsreich wie der trockenste des Winters. Ursache ist der starke Monsuneinfluss.

, Datengrundlage: 1980–2016

## Cwa-Klima
Das Cwa-Klima – von Köppen nicht anders bezeichnet, englisch Monsoon-Influenced Humid Subtropical Climate (= Monsunbeeinflusstes feucht subtropisches Klima) – befindet sich vor allem in gebirgigen Räumen, die im Allgemeinen zu den Klimaten der tropischen Trocken- und Feuchtwälder unter Monsuneinfluss gehören.
a = Die Sommer sind heiß und schwül, der wärmste Monat liegt im Mittel über 22 °C.

### Ausprägung und Verbreitung
Die vorherrschenden Vegetationstypen sind unterschiedliche Wälder, die mehrere Monate Trockenheit ertragen. Da Köppens Parameter zu wenig differenzieren, bietet das Cwa-Klima günstige Bedingungen für ein großes Spektrum verschiedenster Baumarten: Es kann sich um regengrüne tropisch-subtropische Trocken- oder Monsunwälder handeln, um subtropische Hartlaubwälder oder auch gemäßigte Wälder mit sommergrünen Laubbäumen oder Nadelgehölzen. Köppens Klimaschlüssel Cwa ist demnach nicht geeignet, um einen bestimmten Vegetationstyp zu repräsentieren (siehe auch Vor- und Nachteile der Köppen-Klassifikation).
Die größte Verbreitung findet der Klimatyp im randtropischen Süd- und Südostasien gleich südlich und östlich der Hindukusch-Karakorum-Himalaya-Kette, wo sich das Gebiet von Nordindien, Nepal und Bhutan kommend durch den Norden Myanmars, Laos´ und Thailands in China in einen südlichen „Strang“ am Südchinesischen Meer entlang bis Taiwan erstreckt und in einem nördlichen durch das Tal des Jangtse-Flusses bis ans Gelbe Meer (mit einem Ausläufer an der Südküste Koreas). Die zweitgrößte Region liegt im südlichen Afrika: Sie reicht von der Südhälfte Angolas durch nahezu ganz Sambia und die kongolesische Provinz Haut-Katanga sowohl bis Malawi, über die Grenzen von Mosambik und in die Nordhälfte Simbabwes. Relativ große Flächen liegen an den Rändern der Hochebenen Nordost-Südafrikas und Zentral-Madagaskars. In Nordamerika liegen alle Cwa-Gebiete in Mexiko: im Wesentlichen an den Rändern des Hochlandes, vor allem der Sierra Madre Occidental. In Südamerika gibt es drei Schwerpunkte: Im östlichen Andenvorland von Süd-Bolivien und Nord-Argentinien, im östlichen Vorland der Sierras Pampeanas Argentiniens und jenseits des Küstengebirges in der Hochebene des brasilianischen Berglandes im Bundesstaat Minas Gerais. Schließlich gibt es noch ein relativ großes Cwa-Gebiet im niedrigen Bergland des mittleren Küstenabschnittes von Queensland/Australien.

### Beispiele
- Guadalajara, México[9]
- Yacuiba, Bolivien[10]
- Mpika, Sambia[11]
- Kathmandu, Nepal[12]
- Hongkong, China[13]
- Bluff-Hill-Nationalpark, Queensland, Australien[14]

## Cwb-Klima
Das Cwb-Klima – von Köppen nicht anders bezeichnet, englisch Subtropical Highland Climate (= Subtropisches Hochlandklima) – findet sich vor allem in monsunbeeinflussten tropischen und subtropischen Gebirgsklimaten mittlerer Höhen. In modernen Umsetzungen wird es teilweise als rein theoretisches Klima nicht verwendet.
b = Die vier wärmsten Monate liegen über dem 10 °C-Mittel, der wärmste Monat bleibt hingegen unter der 22 °C-Marke. Der kälteste Monat liegt im Mittel über dem Gefrierpunkt.

### Ausprägung und Verbreitung
Die vorherrschenden Vegetationstypen sind sehr verschiedene Gebirgswaldtypen, die längere Trockenzeiten ertragen – etwa Gebirgslorbeerwälder, aber auch Nadelwälder (etwa in China) – sowie zum Teil auch subtropische Hochlandsteppen (vor allem Puna in Peru und Bolivien sowie Südafrika und Äthiopien). Auch Cwb kann keiner bestimmten Vegetationsform zugeordnet werden (siehe auch Vor- und Nachteile der Köppen-Klassifikation).
Praktisch alle Regionen mit Cwb-Klima sind Hochlandklimate, die sich ab etwa 1500 bis über 3000 Meter Meereshöhe vielfach an das Cwa-Klima tieferliegender Gebiete anschließen: Das gilt für die Südabdachung der Hindukusch-Karakorum-Himalaya-Kette mit der größten Ausdehnung des Klimatyps an den Hängen des chinesischen Hengduan Gebirges. Die zweitgrößte Fläche liegt über der subtropischen Steppe des Highveld-Plateaus Südafrikas, das potenziell waldfähig wäre (siehe auch Südafrikas Grasland: Steppe oder potenzieller Wald?). Insgesamt liegen die meisten Cwb-Regionen in der Südhälfte Afrikas und dort vor allem auf den höchsten Stufen der Hochländer in der Miombo-Zone quer durch das südliche Afrika: Von der Mitte Angolas in einem schmaler werdenden Band zur Nordgrenze Sambias hinüber in die südlichsten Bereiche der Republik Kongo, dann unterbrochen in Teilflächen im Süden und Norden Tansanias und am Nordende des Tanganjikasees. Ebenso in den Hochlagen Malawis am Ostufer des Malawisees, in einer großen Fläche in den höchsten Teilen des Hochlandes von Simbabwe und schließlich im Ankaratra-Massiv Madagaskars. Relativ große Flächen finden sich auch in den höchsten Teilen des Abessinischen Hochlandes in Äthiopien. In Nordamerika umfasst es die meisten Hochlagen der Kordilleren von Mexiko bis Honduras und in Südamerika schmale Streifen in feuchteren, mittelhohen Teilen der Anden Perus bis Argentiniens, vor allem jedoch in Bolivien. Auch im brasilianischen Bundesstaat Minas Gerais wechselt das Cwa-Klima in den höchsten Regionen zum Cwb-Klima.

### Beispiele
- Mexiko-Stadt, Mexiko[15]
- Nationalpark Itatiaia, Rio de Janeiro, Brasilien[16]
- Addis Abeba, Äthiopien[17]
- Paro, Bhutan[18]
- Sagada, Philippinen[19]
- Hochflächen des Eungella-Nationalparks, Queensland, Australien[20]

## Cwc-Klima
Das Cwc-Klima – von Köppen nicht anders bezeichnet, englisch Cold subtropical highland climate (= Kaltes subtropisches Hochlandklima) – lässt sich bedingt in monsunbeeinflussten tropischen und subtropischen Gebirgsklimaten großer Höhen lokalisieren. In modernen Umsetzungen wird es teilweise als rein theoretisches Klima nicht verwendet.
c = Ein bis drei Monate liegen über 10 °C. Extrem seltener Klimatyp.

### Ausprägung und Verbreitung
Aufgrund der niedrigen Temperaturen kommt hier nur noch baumlose Puna- u. Hochlandsteppe verschiedener tropisch-subtropischer Hochgebirgsklimate vor. Bei der Kombination der Parameter Cw mit c entsteht ein relativ theoretisches Köppen-Klima, das nicht eindeutig durch einen bestimmten Vegetationstyp repräsentiert wird (siehe auch Vor- und Nachteile der Köppen-Klassifikation).
In der abgebildeten modernen Kartenumsetzung finden sich winzige Flächen in den mittleren Anden (am deutlichsten westlich und südlich des Titicacasees), sowie in Lesotho und Äthiopien. Die anderen Beispiele wurden mit dem Online-Tool MAPresso Climate ermittelt.

### Beispiele
- La Paz, Bolivien[24]
- Ras Daschän (Gipfelregion), Äthiopien[25]
- Thabana Ntlenyana (Berg), Drakensberge, Lesotho[26]
- Nordwestlich des Saramati-Gipfels im Patkai-Gebirge, Nagaland, Indien[27]